# أمعائية سويسرية
أمعائية سويسرية (الاسم العلمي: Enterobacter helveticus) هي نوع من البكتيريا يتبع جنس الأمعائية من الفصيلة الأمعائيات.